# Єзьожани (Мазовецьке воєводство)
Єзьожани (пол. Jeziorzany) — село в Польщі, у гміні Тарчин Пясечинського повіту Мазовецького воєводства.
Населення — 124 особи (2011).
У 1975—1998 роках село належало до Варшавського воєводства.

## Демографія
Демографічна структура станом на 31 березня 2011 року:
|          | Загалом | Допрацездатний вік | Працездатний вік | Постпрацездатний вік |
| -------- | ------- | ------------------ | ---------------- | -------------------- |
| Чоловіки | 63      | 13                 | 39               | 11                   |
| Жінки    | 61      | 10                 | 37               | 14                   |
| Разом    | 124     | 23                 | 76               | 25                   |